# 诺曼·博里特
诺曼·博里特（英語：Norman Borrett，1917年10月1日—2004年12月10日），英国男子板球、曲棍球、橄榄球运动员。他曾代表英国国家队参加1948年夏季奥林匹克运动会曲棍球比赛，获得一枚银牌。